# Buchnera angolensis
Buchnera angolensis är en snyltrotsväxtart som beskrevs av Engl. Buchnera angolensis ingår i släktet Buchnera och familjen snyltrotsväxter. Inga underarter finns listade i Catalogue of Life.